# Королева чардаша
«Короле́ва ча́рдаша» (нем. Die Csárdásfürstin, в России традиционно называется «Сильва») — оперетта венгерского композитора Имре Кальмана, написанная им в 1915 году. Либретто Лео Штайна и Белы Йенбаха было озаглавлено «Да здравствует любовь!» Премьера состоялась 17 ноября 1915 года в Вене в «Иоганн Штраус театре».
В репертуарах некоторых театров, кроме названия «Королева чардаша», встречается также буквальный перевод с немецкого — «Княгиня чардаша».

## История первых постановок
Первая венская постановка вызвала значительный энтузиазм публики, состоялось более 500 представлений к лету 1917 года, и в дальнейшем оперетта оставалась в репертуаре Штраус-театра на протяжении десятилетия. Постановка Csárdáskirálynö в Королевском театре в Будапеште оказалась близка к этому успеху, выдержав не менее 300 представлений к началу 1918 года.
Первая постановка оперетты в России состоялась в разгар Первой мировой войны (1916), когда Россия и Австро-Венгрия были в состоянии войны, поэтому как название оперетты, так и многие имена действующих лиц были переделаны. С тех пор в Советском Союзе и России большинство постановок шло и идёт под названием «Сильва».
Русский текст песен — В. С. Михайлов и Д. Г. Толмачёв.
Для бродвейской постановки 1917 года название оперетты и имена персонажей также были изменены на привычные американскому зрителю. Перевод текста «Девушки с Ривьеры» (англ. The Riviera Girl) выполнили Гай Болтон и П. Г. Вудхаус. В Англии (1921) и в Австралии (1936) оперетта шла под названием «Цыганская принцесса» (англ. The Gypsy Princess), но по сравнению с горячо принятыми спектаклями в Вене и Будапеште лондонскую и бродвейскую постановки можно назвать неудачными.

## Действующие лица
- Сильва Вареску, певица варьете «Орфеум» — сопрано (иногда меццо-сопрано)
- князь Леопольд Воляпюк (иногда Липперт-Воляпюк)[6] — баритон
- Цецилия, его жена — сопрано
- Эдвин, их сын[7] — тенор (иногда баритон)
- графиня Анастасия (Стаси), их племянница — сопрано
- граф Бонифаций (Бони) Кончиану — тенор
- Ферри — баритон / бас
- Нотариус

В российских театрах роль Эдвина часто исполняют певцы-баритоны, например, Герард Васильев, в то время как в европейских постановках, использующих оригинальные партитуры Кальмана, главный герой чаще всего тенор (эту роль исполнял, например, Николай Гедда). Впрочем, когда постановщик не ограничен возможностями конкретной труппы, и в российских записях Эдвин — как правило, тенор. В частности, в фильмах 1944 и 1981 годов (фильм 1976 года — фактически, телеверсия спектакля Московского театра оперетты), а также в классическом радиомонтаже, где вокальную часть партии исполняет Георгий Нэлепп.

## Сюжет
Сильва Вареску, талантливая и трудолюбивая, становится звездой Будапештского варьете. Сильва любит молодого аристократа Эдвина, но их брак невозможен из-за социального неравенства. Тем не менее перед отъездом в полк Эдвин приглашает нотариуса и за кулисами происходит помолвка между Эдвином и Сильвой. Уже после отъезда Эдвина выясняется, что он помолвлен с другой. Сильва уезжает на гастроли в сопровождении графа Бони.
На помолвке Эдвина и Стаси, происходящей в Вене, внезапно появляется граф Бони с Сильвой, которую представляет всем как свою жену. Однако, влюбившись в невесту Эдвина, Бони охотно даёт «развод» Сильве. Эдвин счастлив: он теперь может жениться на Сильве, разведённой графине, не вступая в конфликт с родственниками. Старый князь, отец Эдвина, поражён отказом сына от помолвки со Стаси, которая успела влюбиться в Бони. Но Сильва показывает брачный контракт, который Эдвин подписал с ней до отъезда. Оказывается, Сильва — не графиня Канчиану, а всего лишь певица. Эдвин готов выполнить взятое на себя обещание, но Сильва разрывает контракт и уезжает.
В отеле, где они остановились, Бони старается утешить Сильву, а она подумывает о возвращении на сцену. Приезжает Эдвин, который любит Сильву и не отказывается от женитьбы на ней. Следом появляется старый князь. Выясняется, что его жена и мать Эдвина в юности тоже была шансонеткой, певичкой в варьете. Князь вынужден покориться обстоятельствам. Эдвин на коленях просит прощения у Сильвы.

## Экранизации
- «Королева чардаша» — австрийский немой фильм 1919 года режиссёра Эмиля Лейде;
- «Королева чардаша» — немецко-венгерский немой фильм 1927 года  Ханнса Шварца;
- «Королева чардаша» — немецкий чёрно-белый фильм 1934 года Георга Якоби;
- «Королева чардаша» — фильм 1951 года германского производства режиссёра Георга Якоби;
- «Королева чардаша» — фильм 1971 года совместного венгерско-германского производства с Анной Моффо;
- «Королева чардаша» — норвежский чёрно-белый фильм 1973 года.

- «Сильва» — советский фильм 1944 года режиссёра Александра Ивановского;
- «Сильва» — советский фильм 1976 года режиссёра Натальи Баранцевой;
- «Сильва» — советский фильм 1981 года режиссёра Яна Фрида.